# Samuel Nardon
Samuel Nardon, né le 7 mai 1973, est un céiste français de descente devenu par la suite joueur puis entraîneur de water-polo.

## Carrière
Fils de Yves-Marie Nardon, maître nageur, et frère de Steve Nardon, ex-entraîneur de l'US Cognac, Samuel Nardon est brièvement joueur de rugby à XV au Sporting club d'Angoulême, avant de pratiquer le canoë-kayak.
Il remporte la médaille d'argent en C-1 classique par équipe avec Jérôme Bonnardel et Dominique Rouvel aux Championnats du monde de descente 1995 à Bala et la médaille de bronze en C-1 classique par équipe avec Thierry Derouineau et Jean-Luc Bataille aux Championnats du monde de descente 1996 à Landeck.
Il évolue de 1996 à 2010 au Nautic Club angérien, en tant que jouer puis entraîneur. Il rejoint ensuite l'Olympic Nice Natation. Il est adjoint du sélectionneur Florian Bruzzo pour l'équipe de France masculine de water-polo disputant les Jeux olympiques d'été de 2016.